# Rydułtowy
Rydułtowy (deutsch früher Rydultau) ist eine Stadt im Powiat Wodzisławski, Woiwodschaft Schlesien in Polen.

## Geografie
Rydułtowy erstreckt sich über 15 km², wovon 62 % landwirtschaftlich genutzt werden und 2 % mit Wald bedeckt sind.
Die 21.851 Einwohner zählende Stadt liegt 49 km südwestlich von Kattowitz.
Geographisch befindet sich Rydułtowy im südwestlichen Teil des Schlesischen Hochlandes (Wyżyna Śląska).

## Geschichte
Die erste schriftliche Erwähnung von Rydultau stammt aus dem Jahr 1228. Unter dem Namen Rudolphi Villa steht das Dorf im Besitz- und Zehntverzeichnis des Bistums Breslau (Liber Fundationis Episcopatus Vratislaviensis). Für die weitere Entwicklung entscheidend war die Entdeckung von Kohlevorkommen Ende des 17. Jahrhunderts. Im Jahr 1792 wurde die erste Zeche eröffnet, im Laufe der nächsten Jahrzehnte folgten weitere. Anstelle der heutigen Stadt bestanden damals noch die Dörfer Ober- und das größere Nieder-Rydultau, die seit 1742 Teil Preußens und seit 1816 dem Kreis Rybnik zugeordnet waren.
Nach der Volksabstimmung in Oberschlesien 1921 fielen 1922 Ober- und Nieder-Rydultau als Rydułtowy Górne, bzw. Rydułtowy Dolne an Polen. 1926 wurden die Orte Rydułtowy Dolne, Rydułtowy Górne, Orłowiec (Orlowietz), Radoszowy Dolne (Nieder-Radoschau), Radoszowy Górne (Ober-Radoschau) und Kolonii Buńczowiec (Bunczowietz) zu einer Gemeinde Rydułtowy zusammengefasst. 1952 erhielt Rydułtowy das Stadtrecht, das es 1976 wieder verlor, als es zur Stadt Wodzisław Śląski eingemeindet wurde, aber 1992 als eigenständige Kommune wiedererlangen konnte.

## Einwohnerentwicklung
Nachfolgend die graphische Darstellung der Einwohnerentwicklung
1885, 1905, 1910: rote Schrift jeweils Ober Rydultau, schwarze Nieder Rydultau

## Wirtschaft und Verkehr

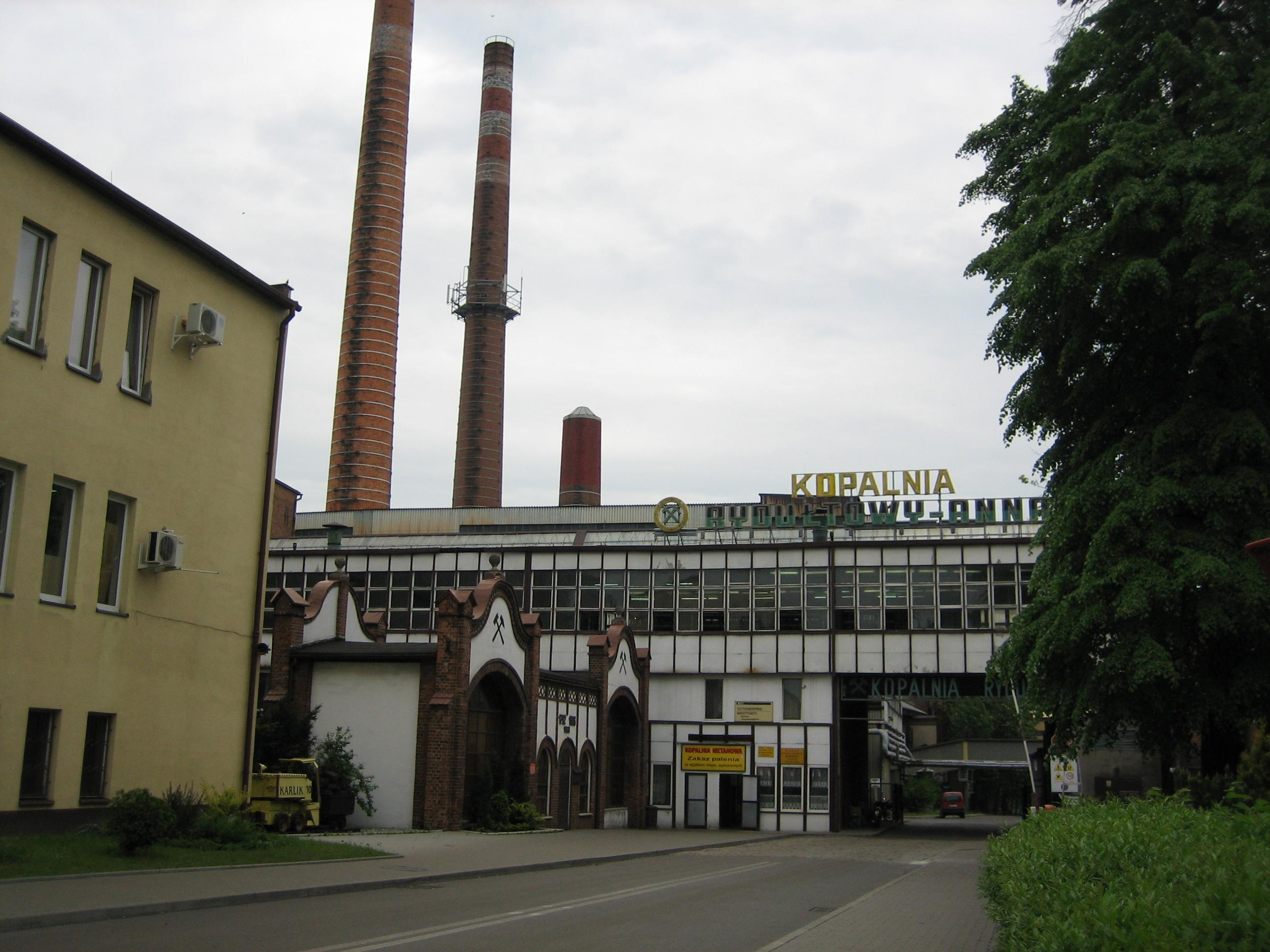
Zeche Rydułtowy-Anna

Hauptwirtschaftszweig in Rydułtowy ist die Kohleindustrie mit der Zeche Rydułtowy-Anna.
Durch Rydułtowy verläuft die Wojewodschaftsstraße 935 (Droga wojewódzka 935).

## Bildung
Die Stadt verfügt über fünf Kindergärten (przedszkole), drei Grundschulen (szkoła podstawowa), zwei Mittelschulen (gimnazjum) und zwei Schulzentren (Zespół Szkół Ponadgimnazjalnych). Auch verfügt die Stadt über eine Bibliothek.

## Sehenswürdigkeiten

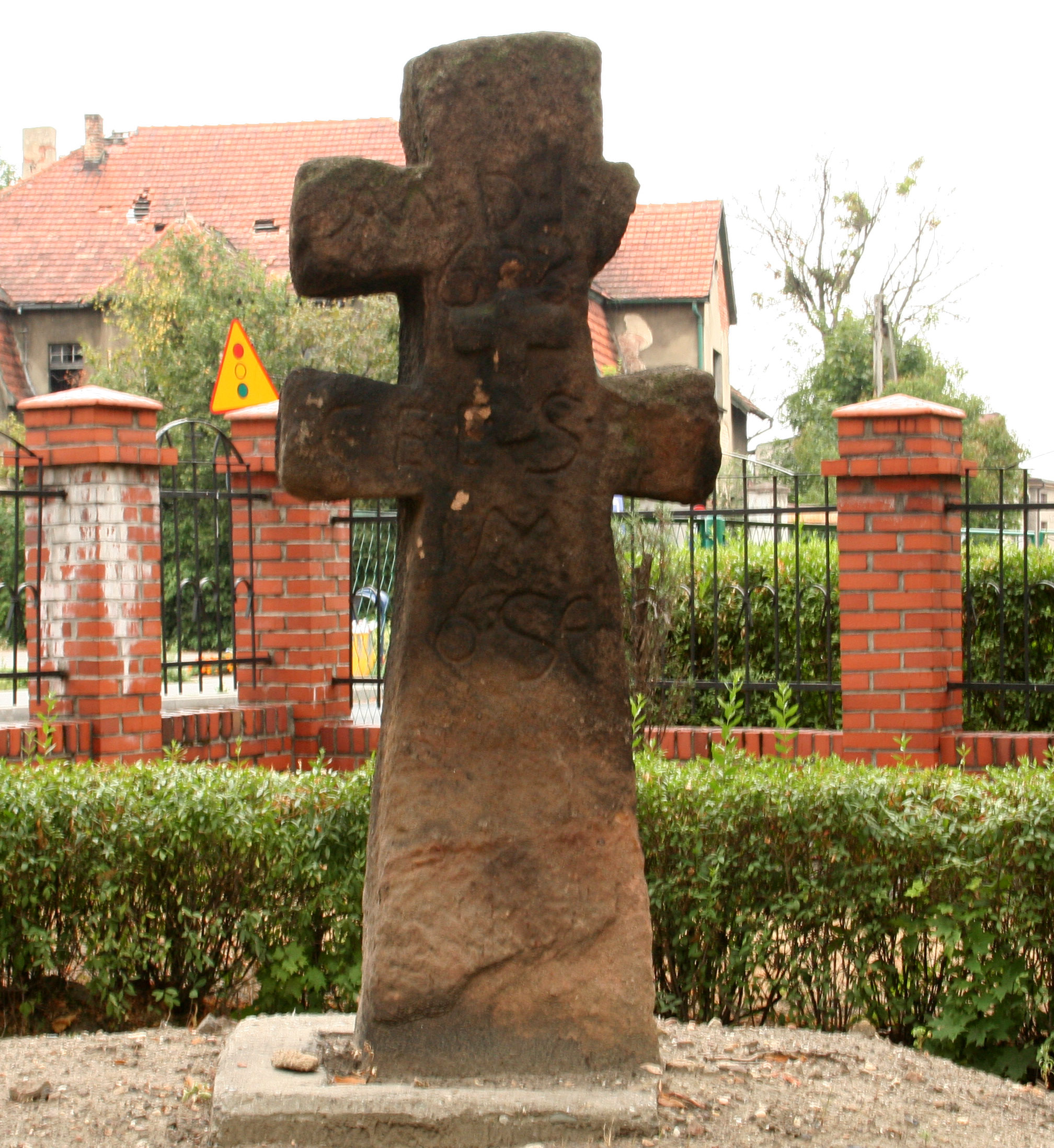
Steinkreuz

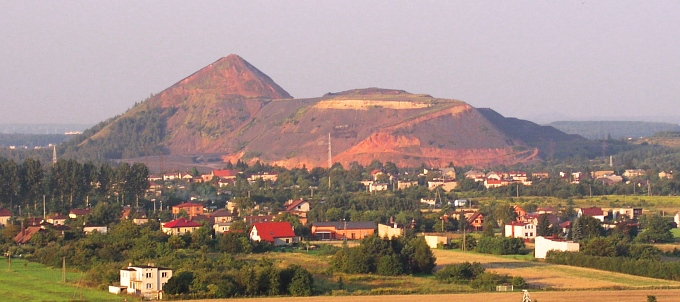
Abraumhalde in Rydułtowy

Die neugotische Pfarrkirche St. Georg wurde 1896 nach Plänen des Architekten Ludwig Schneider errichtet. In der Nähe der Kirche steht ein Sühnekreuz von 1628, das in Form eines Lothringer Kreuzes gemeißelt wurde und damit das einzige seiner Art in Polen ist.
Die Bergehalde von Rydułtowy ist ein sichtbares Zeichen des örtlichen Steinkohlebergbaus. Mit der Zeit wurden das unbrauchbare, taube Material, das beim Steinkohleabbau anfiel, 120–130 m hoch aufgeschüttet, so dass ein 407 m n.p.m. hoher Berg heute die Landschaft beherrscht.

## Städtepartnerschaften
- Hvidovre, Dänemark[7]
- Orlová, Tschechien
- Reken, Deutschland

## Söhne und Töchter der Stadt
- Wolfgang Geißler (1904–1992), Landrat in Ziegenrück, im Sudetenland, in Ostoberschlesien und in Danzig-Westpreußen
- Gerhard Czerwenka (* 1909), Ingenieur und ordentlicher Professor in München
- Kinga Głyk (* 1997), polnische Jazzmusikerin (E-Bass, Komposition)